# سیدهارت شوکلا
سیدهارت شوکلا (به انگلیسی: Siddharth Shukla) (زاده ۱۲ دسامبر ۱۹۸۰) بازیگر، مدل هندی بود.
از فیلم‌هایی که وی در آن نقش داشته است می‌توان به عروس هامپتی شارما اشاره کرد.